# Логвин, Иван Дмитриевич
Иван Дмитриевич Логвин (11 октября 1923— 6 октября 1996) — русский советский художник, педагог.

## Биография
Родился в 1923 году в селе Коршевы Воронежской области, русский.
В 1938 году поступил в Пензенское художественное училище, но до войны окончить его не успел. Член ВЛКСМ.
Участник Великой Отечественной войны, в РККА с февраля 1942 года, cержант, командир расчёта миномётной роты 820-го стрелкового полка 117-й стрелковой дивизии, затем в артполку 93-го отдельного истребительного противотанкового дивизиона 21-й стрелковой дивизии. Награждён орденами и медалями. Демобилизован в 1947 году.
После войны вернулся на учёбу в училище и окончил его в 1949 году, затем поступил в Харьковский художественный институт, который окончил с отличием в 1955 году.
С 1955 года жил в Одессе, работал преподавателем в Одесском художественном училище имени М. Б. Грекова и Одесском педагогическом университете имени К. Д. Ушинского.
Активно занимался творчеством. Член Союза художников СССР.
Умер в 1996 году.

## Творчество
Работал в области станковой живописи. Мастер тематических картин, портретов, пейзажей и натюрмортов.
Основные работы: «Вечереет» (1960); «У реки» (1961); «Хлеборобы» (1963).
С 1958 года участник республиканских, всесоюзных и зарубежных художественных выставок.

## Награды
- Ордена:  Красной Звезды (1945), Отечественной войны II степени (1985).

- Медали: «За отвагу» (1943, 1944), «За оборону Советского Заполярья» и «За победу над Германией в Великой Отечественной войне 1941 - 1945 гг.»

- Знак «Отличный миномётчик»,